# OVERSEA
『OVERSEA』（オーヴァーシー）は、本田美奈子の4枚目のオリジナル・アルバム。1987年6月22日に東芝EMIから発売された。

## 解説
- ロサンゼルスレコーディングによる4枚目のアルバム。既発のシングルは同時発売の「SNEAK AWAY」が収録され、「HEART BREAK」の英語バージョンが収録された。
- 参考：既発シングル…「Oneway Generation／心のアラーム響かせて」「CRAZY NIGHTS／GOLDEN DAYS」「HEART BREAK／SNEAK AWAY」
- 同日発売の「HEART BREAK」の歌詞カードの応募券と当該アルバムの応募券を東芝EMIに送付すると、「CRAZY NIGHTS」の英国オリジナルのシングルが当選するプレゼント企画があった。

## 収録曲
1. SNEAK AWAY [4:30]
作詞・作曲：John Wilson, Gail Johnson、編曲：John Wilson
  - 東芝「Walky」CMソング
2. LET'S START AGAIN [3:17]
作詞・作曲：Peter Foldy, David Danierls、編曲：John Wilson
3. THAT'S THE WAY I WANT IT [3:27]
作詞・作曲：Mike Piccirillo、編曲：John Wilson
4. TAKE IT OR LEAVE IT [3:59]
作詞・作曲：Ben Weisman, Evie Sands, Richard Gaminaro、編曲：John Wilson
5. PLAYBOY [5:22]
作詞・作曲：Gail Johnson、編曲：John Wilson with Gail Johnson
6. HEART BREAK [English Ver.] [3:31]
作詞・作曲：John Wilson, Joe Jackson, Stephen Wilson、編曲：John Wilson
7. PLAYTHING [3:17]
作詞・作曲：Gary Goetzman, Mike Piccirillo、編曲：John Wilson
8. GIRL TALK [4:22]
作詞・作曲：John Wilson、編曲：John Wilson
9. YOU CAN DO IT [4:07]
作詞・作曲：Evie Sands, Ben Weisman, Richard Garminaro、編曲：John Wilson